# 尼哈特·埃里姆
伊斯梅尔·尼哈特·埃里姆（İsmail Nihat Erim） (1912年—1980年7月19日) 土耳其政治人物和法学家。1971年到1972年他担任土耳其总理14个月。1980年在伊斯坦布尔被暗杀。

## 生平
埃里姆1936年从伊斯坦布尔大学法学院毕业后，1939年在巴黎法学院进一步获得他的博士学位。回到土耳其在安卡拉大学法律系担任助理教授(1939年)，1942年任教授。
1943年他被任命为土耳其外交部法律顾问。1945年在美国旧金山的联合国基金会会议上任土耳其委员会顾问。同年加入共和人民党，并当选为议会科贾埃利省议员。1949年，他担任公共工程部长，后来成为副总理。
1950年，当共和人民党失去了议会多数席位的选举后，他也失去了他的议员座位，担任《乌鲁斯》报的首席政治编辑和主要作家。当《乌鲁斯》报被关闭，1953年他继续创办自己的报纸《新国家-民粹主义》(Ulus-HalkcıYeni)。1956年，他在英国伦敦参加了塞浦路斯问题的谈判。同年，他被选为欧洲人权委员会土耳其的成员，担任这个职位直至1962年。
1960年军事政变后，他再次当选议会科贾埃利省议员。1962年因与共和人民党领袖伊斯梅特·伊纳尼发生严重冲突，导致他被驱逐出党。不久他获得第二高的选票再度当选党的执政委员会委员，从而再次加入共和人民党。
1961年至1970年，埃里姆曾任欧洲委员会土耳其代表，并在1961年当选为副秘书长。1969年，他被任命为在荷兰海牙的联合国国际法律委员会委员。
1970年代初期，土耳其国内政治局势紧张，经济发生危机和社会暴乱。1971年3月12日，土耳其最高军事司令部向杰夫德特·苏奈总统提出了备忘录，迫使苏莱曼·德米雷尔下台，苏奈总统与各政党协商，决定任命共和人民党议员埃里姆组织政府，条件是埃里姆退出共和人民党，成为无党派人士。2月26日埃里姆组成超党派政府，执行温和政策。
超党派政府的施政纲领是体现军方意图的，在进行改革之前，首先决定整顿全国的秩序，实行戒严，禁止游行示威。由于在清除国内危机上取得的成效不大，1971年12月初，政府内内有11位具有急进思想的成员退出了政府。
第二届埃里姆政府只得吸收一些右翼人士参加，但国内局势更加尖锐，一些宗教活动加强了政治活动，青年组织中的极端主义分子加强了他们的恐怖主义活动，使政治危机更为加深。埃里姆政府所标榜的各项改革无法进行。到1972年4月17日，埃里姆政府再次下台。
埃里姆下台之后，杰夫德特·苏奈总统曾授命无党派参议员苏阿特·于尔居普吕组织新政府，但他提出的内阁名单被总统所否决，1972年5月15日，民族信任党领导人之一的费里特·梅伦组织了新政府。
1980年7月19日埃里姆被两名持枪歹徒射杀身亡，激进的土耳其左翼组织革命左翼(Dev Sol)声称对此次袭击负责。暗杀可能加快了那一年9月12日的以参谋长凯南·埃夫伦为首的军事政变。暗杀的动机可能他担任总理期间与议会批准执行三个左翼激进分子死刑有关，其中一个是德尼兹·格兹米什(Deniz Gezmiş)。
埃里姆妻子(Kamile Erim(Okutman)Erim),有两个孩子，伊西克(Isik Erim)和伊西尔(Isil(Erim)Onalp)。他有5个孙辈和10曾孙。

## 著作
- Le Positivisme Juridique et le Droit International (Judicial Positivism and International Law), 1939.
- XVII. Yüzyıldan Zamanımııza Kadar Tabii Hukuk Nazariyeleri (Natural Theories of Law from 17th Century Until Today), translation from Le Fur, 1940.
- Amme Hukuku Dersleri (Public Law Lessons), 1941.
- Devletlerarası Amme Hukuku (International Public Law), translation from Le Fur, 1944.
- Siyasi Tarih ve Devletlerararası Hukuk Metinleri (Political History and International Law Texts), 1953.